# حکومت نظامی ۲۰۲۴ کره جنوبی
یون سوک یول، رئیس‌جمهور کره جنوبی، در ۳ دسامبر ۲۰۲۴ در طی یک سخنرانی آخر شب که به صورت زنده از شبکه تلویزیونی وای‌تی‌ان پخش شد، حکومت نظامی اعلام کرد و اپوزیسیون اصلی این کشور یعنی حزب دموکراتیک را به همدردی با کره شمالی و «فعالیت‌های ضد دولتی» متهم کرد. این اعلامیه با مخالفت حزب دموکراتیک و همچنین رهبران حزب قدرت مردم مواجه شد و منجر به اعتراض آنها شد. ساعاتی بعد، پس از تلاش‌های نیروهای امنیتی برای جلوگیری از رأی‌گیری در مجلس، مجلس ملی در ۴ دسامبر ۲۰۲۴ پیشنهادی را برای لغو حکومت نظامی تصویب کرد. علیرغم تلاش گروه مأموریت ویژه ۷۰۷ برای جلوگیری از رای کنگره، یون متعاقباً پس از جلسه کابینه در ساعت ۰۴:۳۰ در ۴ دسامبر، حکومت نظامی را لغو کرد و فرماندهی حکومت نظامی را منحل کرد. پس از لغو حکومت نظامی، مخالفان اعلام کردند که در صورت عدم استعفا، روند استیضاح یون را آغاز خواهند کرد.

## پس‌زمینه

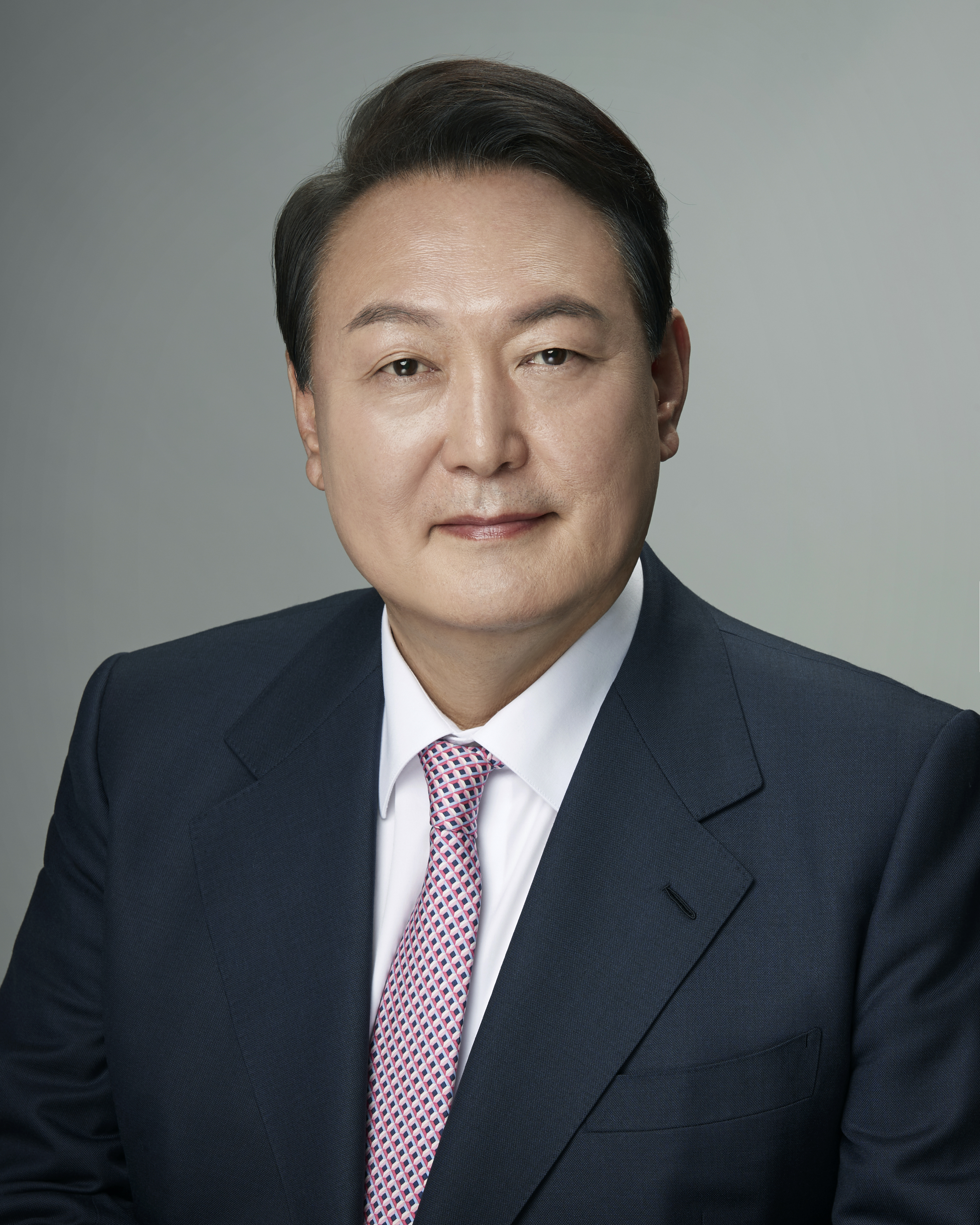
یون سوک یول در سال ۲۰۲۲

یون سوک یول، یکی از اعضای محافظه‌کار حزب قدرت مردم و دادستان کل سابق کره جنوبی، پس از پیروزی در انتخابات ریاست‌جمهوری کره جنوبی در سال ۲۰۲۲، به عنوان رئیس‌جمهور کره جنوبی فعالیت خود را آغاز کرد. دولت او از محبوبیت پایینی برخوردار بوده و برای دستیابی به دستور کار خود با مشکل مواجه است زیرا مجلس توسط حزب مخالف یعنی حزب دموکراتیک کنترل می‌شود.
یون مراسم گشایش مجلس ملی کره جنوبی در سال ۲۰۲۴ را تحریم کرد هر چند که رسم است رئیس‌جمهور در این مراسم حضور پیدا کند. یون همچنین با انجام تحقیقات دربارهٔ رسوایی‌های مربوط به همسرش کیم کون هی و مقامات ارشد مخالفت کرده است. پارلمان تحت کنترل اپوزیسیون اصلی، اخیراً برای استیضاح تعدادی از دادستان‌های ارشد اقدام کرده و پیشنهاد بودجهٔ دولت را رد کرده بود.
این نخستین باری است که حکومت نظامی در کره جنوبی پس از کودتای نظامی ۱۹۷۹ پس از ترور پارک چونگ هی، دیکتاتور وقت کره جنوبی اتفاق می‌افتد و همچنین نخستین بار از زمان دِموکراتیزاسیون در سال ۱۹۸۷ است. این هفدهمین اعلامیهٔ نظامی از زمان تشکیل دولت در سال ۱۹۴۸ است. اعضای مجلس ملی کره جنوبی از مصونیت پارلمانی در برابر تعقیب قضایی برخوردار نیستند و در حین ارتکاب جرم، می‌توانند دستگیر شوند. هنگام آغاز حکومت نظامی، رئیس‌جمهور باید فوراً به مجلس ملی اطلاع دهد. حکومت نظامی با اکثریت آرای مجلس ملی قابل ابطال است.

## رویدادها

### اعلامیه حکومت نظامی
در ۳ دسامبر ۲۰۲۴ ساعت ۲۲:۲۲ (کی‌اس‌تی) رئیس‌جمهور یون سوک یول فرمان حکومت نظامی را صادر کرد. یون در سخنرانی تلویزیونی سراسری، اپوزیسیون مخالف خود را به «تلاش برای سرنگونی دموکراسی آزاد» با استیضاح اعضای کابینه‌اش و مسدود کردن برنامه‌های بودجهٔ پیشنهادی خود متهم کرد. او همچنین از شهروندان خواست که به او ایمان داشته باشند و «برخی ناراحتی‌ها» را تحمل کنند. این نخستین باری بود که از سال ۱۹۷۹، در دوران دیکتاتوری نظامی چون دو هوان، حکومت نظامی در کره جنوبی اعلام شده است.
به گزارش خبرگزاری یونهاپ، وزیر دفاع شین وون شیک دستور داد تا با رئیس ستاد مشترک ارتش کیم میونگ سو دیدار کند. یون، پارک آن سو را به عنوان فرمانده حکومت نظامی خود منصوب کرد.
در پی این اعلامیه، دولت اعلام کرد که فعالیت‌ها در مؤسسات آموزشی و زیرساخت‌های حمل‌ونقل به فعالیت عادی خود ادامه می‌دهند.

### ابطال حکومت نظامی توسط مجلس ملی

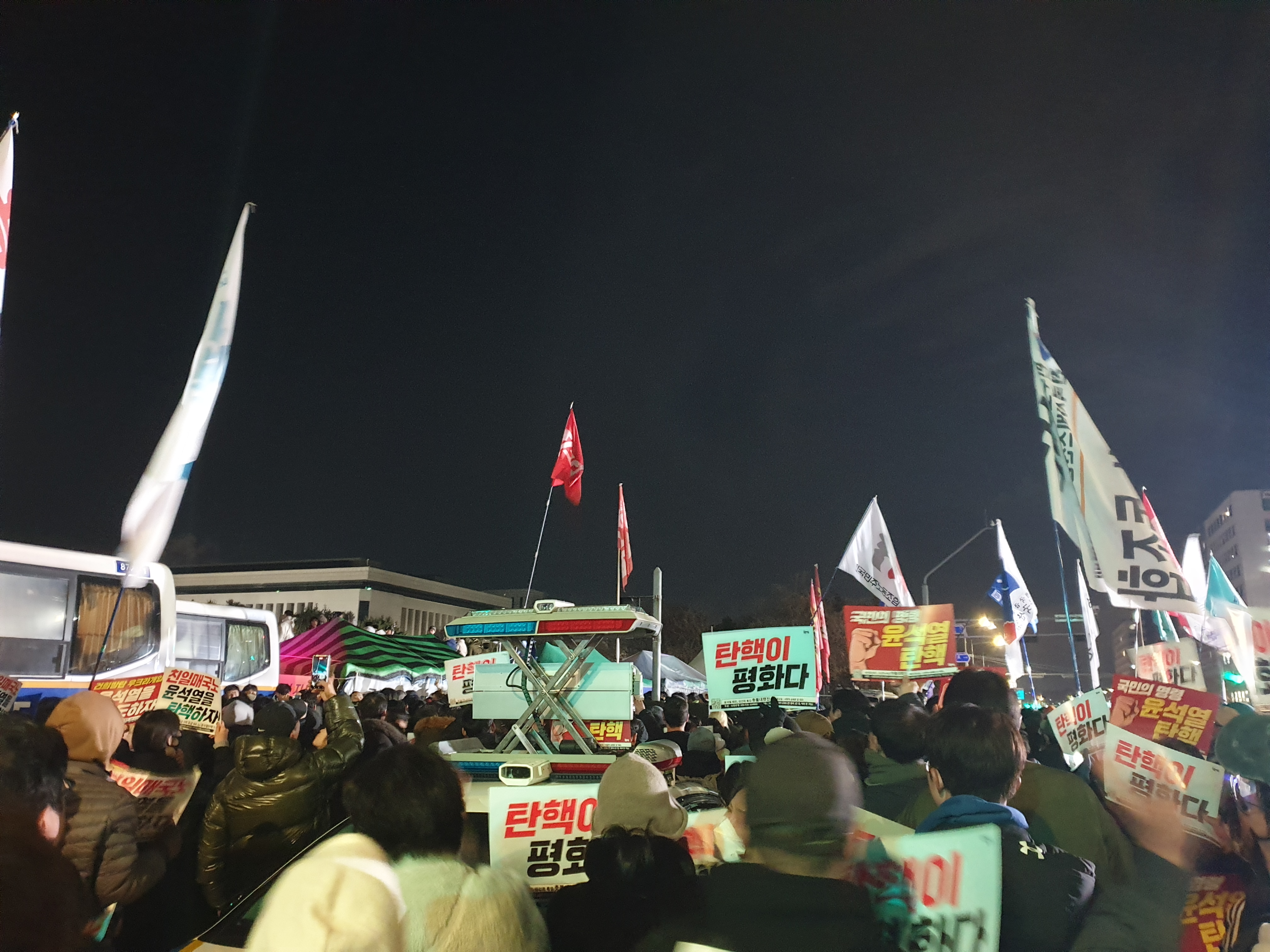
معترضان ضد حکومت نظامی در کره جنوبی

همهٔ حزب‌های اصلی از جمله حزب حاکم قدرت مردم که رئیس‌جمهور یون عضو آن است، با این اقدام مخالفت کردند. رهبر حزب قدرت مردم خاطر نشان کرد: «اعلام حکومت نظامی رئیس‌جمهور اشتباه است. ما همراه با مردم جلوی آن را خواهیم گرفت». شهردار سئول، اوه سه هون که او هم یکی از اعضای حزب قدرت مردم است، نیز اعلام کرد که با تصمیم یون مخالف است. لی جه میونگ رهبر اپوزیسیون مخالف، حزب دموکراتیک از شهروندان خواست تا در مجلس ملی جمع شوند و اعلام کرد که یون «دیگر رئیس‌جمهور کره جنوبی نیست». از لی جه میونگ در حال پریدن از روی حصارهای ساختمان مجلس ملی برای ورود به داخل آن، پس از اینکه سربازان آن را مسدود کرده بودند، فیلمبرداری شد. معترضان با پلیس در خارج از مجلس شورای ملی درگیر شدند. رئیس مجلس ملی از همه قانونگذاران خواست تا در مجلس ملی حضور پیدا کنند. شاخه اینچئون سیتی از حزب دموکراتیک، این اقدام را به عنوان آغاز «دوران دیکتاتوری یون» مورد انتقاد قرار داد. در ۴ دسامبر ۲۰۲۴ حدود ساعت ۱ بامداد (کی‌اس‌تی)، مجلس ملی با ۱۹۰ رای از مجموع ۳۰۰ قانون‌گذار حاضر، به اتفاق آرا به لغو حکومت نظامی رأی داد. ۱۷۲ نماینده حزب دموکراتیک و ۱۸ نفر دیگر از حزب قدرت مردم، از جمله کسانی بودند که به لغو آن رأی دادند. طبق ماده ۷۷ قانون اساسی کره جنوبی، رئیس‌جمهور باید از تصمیم مجلس ملی برای لغو حکومت نظامی تبعیت کند. پس از رأی‌گیری، رئیس‌جمهور یون خواستار خروج ارتش از مجلس ملی شد، در حالی که لی جه میونگ گفت که حزب دموکراتیک تا زمانی که رئیس‌جمهور حکومت نظامی را لغو نکند، در مجلس ملی باقی خواهد ماند. پس از رأی‌گیری، عده‌ای از سربازانی که در مجلس ملی مستقر شده بودند، در حال خروج بودند. سربازان به عقب راندن جمعیت معترضان که در آنجا جمع شده بودند، و تعداد آنها حدود ۲۰۰۰ نفر بود، اقدام کردند. معترضان همچنین خواستار دستگیری و استیضاح یون سوک یول شدند. لی جه میونگ گفت که اعضای نیروهای امنیتی که به پیروی از دستورهای حکومت نظامی یون ادامه دادند مرتکب «یک عمل غیرقانونی» شدند. با این حال، اعلامیه حکومت نظامی «کلیه فعالیت‌های سیاسی» از جمله فعالیت‌های احزاب سیاسی و تجمعات شهروندان و فعالیت‌های کارگری را ممنوع می‌کند، بنابراین رأی‌گیری از نظر ارتش یا یون سوک یول مشروع نیست. علیرغم قطعنامه مجلس ملی مبنی بر پایان دادن به حکومت نظامی، ارتش اعلام کرد که این اعلامیه تا پایان آن توسط رئیس‌جمهور به قوت خود باقی خواهد ماند.

## پیامدها

### داخلی
پس از اعلام این خبر، ارزش وون کره جنوبی به ۱۴۲۳ وون به ازای هر دلار کاهش یافت که کمترین مقدار آن در دو سال و یک ماه اخیر است. رویترز گزارش داد که «یکی از مقامات بانک مرکزی خاطر نشان کرده است که در حال آماده‌سازی اقداماتی برای تثبیت بازار در صورت نیاز است. وزیر اقتصاد چوی سانگ موک یک نشست اضطراری بین مقامات ارشد اقتصادی تشکیل داده است.»
هان دونگ هون، رهبر حزب قدرت مردم با این اقدام یون مخالفت کرد و گفت: «اعلام حکومت نظامی رئیس‌جمهور اشتباه است. ما همراه با مردم آن را متوقف خواهیم کرد.» حزب اینچئون سیتی، که بخشی از حزب دموکراتیک است، این اقدام را به عنوان آغاز «دوران دیکتاتوری یون» مورد انتقاد قرار داد.

### بین‌المللی
شورای امنیت ملی ایالات متحده آمریکا اعلام کرد که اوضاع را از نزدیک تحت نظر دارد.
سفارت سنگاپور در کره جنوبی پستی در فیس‌بوک منتشر کرد و در آن از مردم سنگاپور در این کشور خواست «آرام بمانند و اخبار را رصد کنند».
سفارت چین در کره جنوبی به شهروندان چینی در این کشور گفت «آرامش خود را حفظ کنند و به تغییرات سیاسی توجه کنند». از آنها خواسته بود که «آگاه باشند، رفت و آمدهای غیر ضروری را کاهش دهند و نظرات سیاسی را با احتیاط بیان کنند.»

## تأثیر
پس از اعلام این خبر، ارزش وون کره جنوبی به ۱۴۲۳ وون در هر دلار کاهش یافت که کمترین ارزش در دو سال و یک ماه اخیر است.